# Maestro de Alkmaar

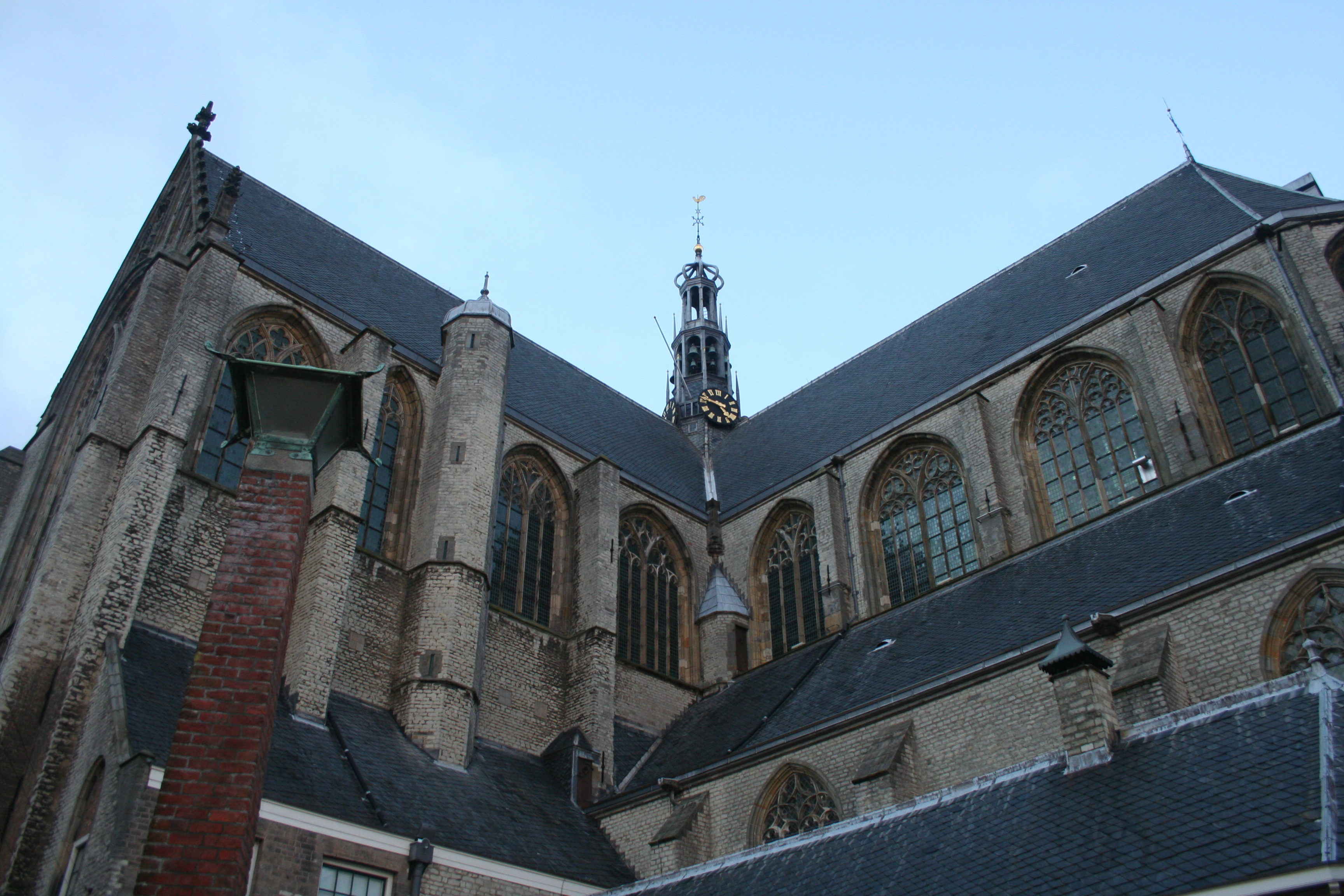
Grote de Sint-Laurenskerk (Alkmaar)

El maestro de Alkmaar fue un pintor holandés activo en torno a Alkmaar a principios del siglo XVI. Su nombre se deriva de una serie de cuadros de la iglesia de San Lorenzo en esa ciudad, que data de 1504 y muestra las Siete Obras de Misericordia; actualmente se encuentran en el Rijksmuseum en Ámsterdam. 

Las pinturas, con el sello de Geertgen tot Sint Jans, están realizadas en colores brillantes, y sus figuras están dibujadas de una manera exageradamente caricaturizada. Se ha propuesto que este artista pudiera ser Cornelis Buys I, el hermano de Jacob Cornelisz van Oostsanen; se sabe que estuvo activo en Alkmaar entre 1490 y 1524. Más recientemente,  ha sido propuesto el nombre de Pieter Gerritsz, originario de Haarlem, ya que se encontraba en Alkmaar a partir de 1502. Este artista, en 1518, fue pagado por una pintura de San Bavón de Gante en Haarlem, y su nombre se puede encontrar en los registros de la Abadía de Egmond y de la iglesia de San Lorenzo en Alkmaar, durante un período que abarca los años 1515 a 1529. 